# Kasteel Terworm

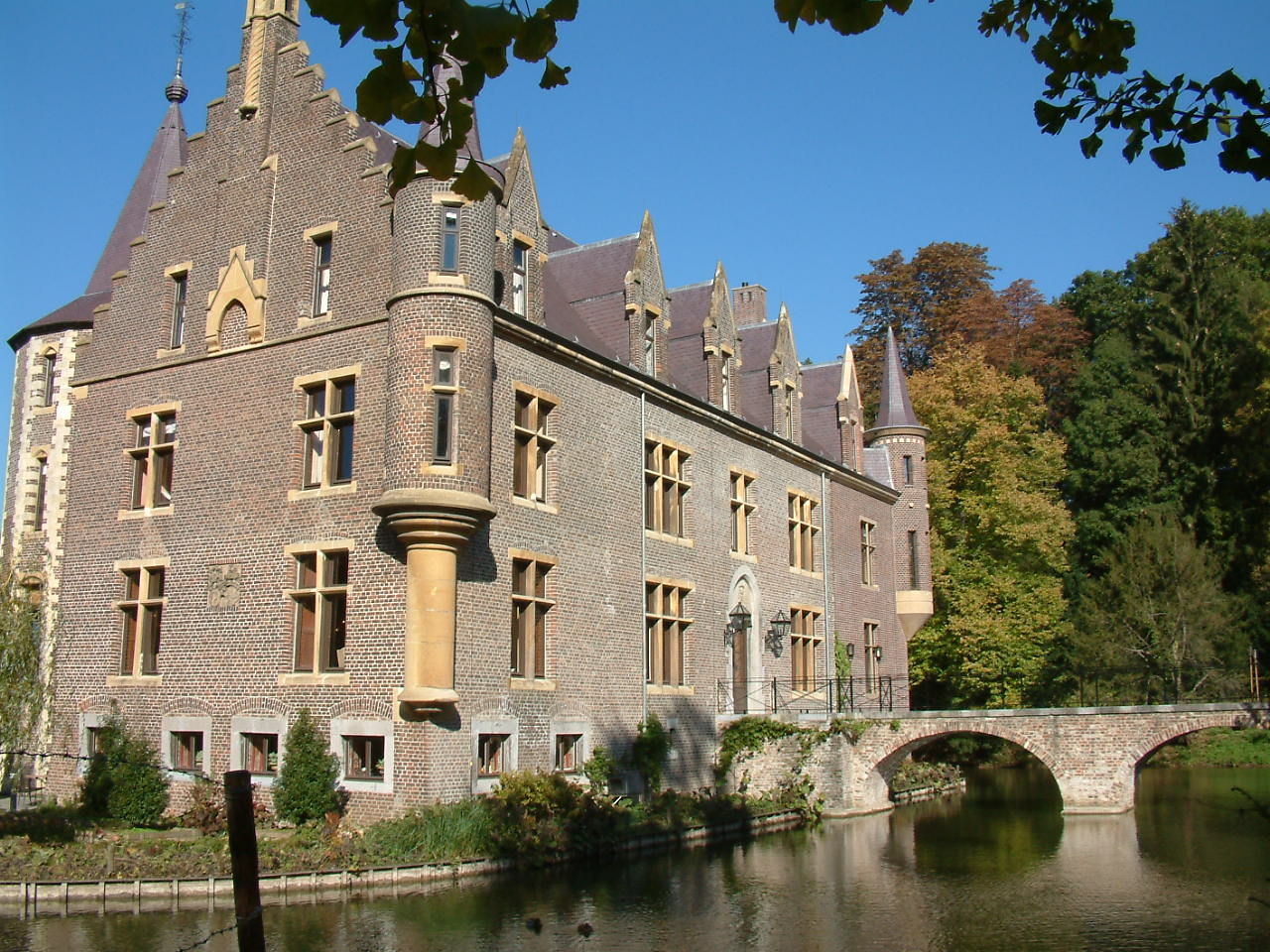
Kasteel Terworm nabij Heerlen

Kasteel Terworm of Ter Worm is een kasteel gelegen ten westen van de wijk Eikenderveld in Heerlen. Het kasteel maakt deel uit van het gelijknamige Landgoed Terworm met daarop onder andere de Eikendermolen.

## Ligging en naamgeving
Kasteel Terworm ligt op de oostelijke oever van de Geleenbeek, die ten westen van Heerlen stroomt. Samen met de omgrachting beslaat het kasteel nagenoeg de gehele breedte van de dalbodem van de beek. De oorspronkelijke symmetrische tuin lag op een opgehoogd terrein. Voor de verversing van de grachten werd water aangevoerd uit kwelsloten en uit hogerop in een zijdal gelegen bronnen. Overtollig water werd afgevoerd naar de Geleenbeek.
De naam wordt ook wel geschreven als "TerWorm".

## Beschrijving van het kasteel
Het huidige complex dateert grotendeels uit de 17e eeuw toen de oude 15e-eeuwse, verdedigbare voorganger werd omgebouwd tot een woonverblijf.
Het kasteel heeft twee vleugels in een T-vormig grondplan en ligt, tezamen met een voorburcht, op een geheel omgracht terrein, waarbij het uiterlijk van een waterburcht ontstaat.
De vleugels zijn geheel voorzien van zadeldaken die aansluiten op trapgevels en tuitgevels. Het hoofdgebouw is aan de voorzijde bereikbaar via een mergelstenen boogbrug uit 1843 naar de hoofdingang. Aan de achterzijde heeft het op elk hoekpunt een arkeltorentje en hier bevindt zich eveneens een boogbrug die via een achteruitgang toegang geeft tot de kasteeltuin. De uitspringende hoektoren, gelegen op de overgang tussen beide vleugels, is het oudste deel van het kasteel en dateert nog uit de 15e eeuw. Deze was aanvankelijk als ronde toren gebouwd, maar is in de 17e eeuw achthoekig ombouwd.
De voorburcht bestaat uit een U-vormige nederhof met daarin opgenomen een twee verdiepingen hoog poortgebouw uit 1670, zoals aangegeven door jaarankers. Het poortgebouw heeft een hardstenen valbrugfront en is voorzien van een leien piramidedak. Het is het oudste deel van de voorburcht en is bereikbaar via een boogbrug uit ca. 1850. De westvleugel uit 1716 is eveneens als zodanig gedateerd met jaarankers, terwijl de zuidvleugel is voorzien van een sluitsteen met het jaartal 1718. In de noordvleugel bevindt zich een gevelsteen uit 1621, welke afkomstig zou zijn van de hoeve Eijckholt.
De kasteeltuin is een reconstructie aan de hand van opgravingen van en onderzoek naar de Franse rococotuin welke in 1787 door Graaf Vincent van der Heyden-Belderbusch was aangelegd. Oude leifruitrassen, rozen en lavendel, samen met buxus vormen de authentieke beplanting en geven de structuur aan. De tuin is openbaar, een favoriete trouwlocatie en is gratis toegankelijk.

## Geschiedenis en bewoners
Het kasteel is bekend sinds de 14e eeuw en werd bewoond door diverse adellijke families. Het was aanvankelijk een riddermatig goed en viel als leen onder de Keur-Keulse mankamer te Heerlen en vermeld onder de naam Van Geitsbach tot der Worm. Naar deze familie is het kasteel later genoemd, nadat het eerder als Geitsbach bekend was. In die tijd was het kasteel een vierkant huis met daarvoor een ronde toren en een rechthoekige toren, alle opgetrokken uit Kunradersteen, en gebouwd rond een ommuurde binnenplaats. De eerst bekende eigenaar was de Heer van Strijthagen in 1476, toen het kasteel nog een verdedigbare waterburcht was met buitenmuren om de gracht. In 1498 kwam het kasteel in bezit van de schout van Heerlen, Diederick van Pallandt. In 1542, toen het kasteel in bezit was van de familie Van Hallen, werd het door brand verwoest en rond 1550 weer herbouwd in dezelfde stijl, echter nu met een zadeldak tussen twee trapgevels. De herbouw, uitgevoerd door de familie van Wijlre, geschiedde in baksteen en om het verschil tussen de mergel en de baksteen te verhullen werd het gebouw witgeschilderd.
In 1568 vererfde het aan de familie Van Wylre, die in de volgende eeuw diverse verbouwingen liet uitvoeren, waaronder een uitbreiding aan de zuidzijde in 1650 op de plek van de binnenplaats. Het kasteel bleef tot 1738 in deze familie. In dat jaar overleed Friedrich Wilhelm Freiherr von Wylre, kanunnik te Aken, waarna zijn bezittingen vererfden aan Vicenz Phillip Anton van der Heyden zu Belderbusch.
In de 18e eeuw (1767) werd het kasteel door Maximiliaan graaf van der Heyden-Belderbusch gerestaureerd, en werd voor het kasteel een tuin in Franse rococostijl aangelegd. In 1840 vererfden het kasteel en goederen aan Antoinette Freiin von Böselager (1827-1847), gehuwd met Otto Napoleon baron de Loë-d’Imstenraedt (1821-1897). Na haar overlijden kwam het kasteel in bezit van de baron.
Het is vooral deze familie die veel nabijgelegen goederen en boerderijen aankocht, waarmee het goed Terworm flink werd uitgebreid. Tot de aankopen behoorden Douvenrade, de Dries, het Geleenhof en Prickenis.
Eind 19e eeuw (1891) kreeg ook het kasteel en de hoeve zijn huidige uiterlijk, dankzij Franz baron de Loë-Imstenraedt (1857-1938), die een herbouw uitvoerde in neogotische stijl, naar plannen van L. de Fisenne.
Gedurende het grootste deel van de 20e eeuw was het kasteel en het bijbehorende landgoed in handen van de Oranje-Nassau Mijn. Onder het landgoed ligt het gangenstelsel van de voormalige kolenmijn. Op het kasteel woonden in die periode opzichters, kunstenaars, de boswachter en de badmeester. Bij het kasteel lag in die tijd een groot openluchtzwembad, waar hele generaties Voerendalers en Heerlenaren hebben leren zwemmen. Na de mijnsluiting stelden overheidsbestuurders en de ON voor om een grootschalig pretpark te stichten op het landgoed. De Heerlense bevolking liep deze pretparkplannen in 1983 letterlijk en figuurlijk onder de voet in een groots opgezette en breed gesteunde protestmars. In de laatste decennia van de twintigste eeuw raakte het kasteel erg in verval, tot het opgekocht werd door hotelketen Van der Valk. Die restaureerde het kasteel in de periode 1997-1999. Nu is er een hotel en een restaurant gevestigd.
Voor een gemeentelijke herindeling hoorde het kasteel tot de vijf kastelen van Voerendaal.
Aerwinkel · Kasteel Afferden · Aldt Huys · Aldenborgh · Kasteel Aldenghoor · Aldenhoven · Alte Burg · Kasteel Amstenrade · Slot Annendael · Kasteel Arcen · Baersdonck · Bakvliet · Baronsberg · Baxhof · Beegden ·  Benzenrade · Kasteel De Berckt · Kasteel Bethlehem · Beusdaelshof · Binsfeld · Huis Blankenberg · Kasteel Bleijenbeek · Blitterswijck · Boerlo · Bolberg · Bollenberg · Kasteel De Bongard · Borggraaf · Kasteel d'Erp · Kasteel Borggraaf · Kasteel Borgharen · Kasteel Born · Huis Bree · Breust · Kasteel Broekhuizen · Broekhuizen · Gracht Burggraaf · Kasteel De Burght · Kasteel Cartils · Cloppenburg (Oost-Maarland) · Kasteel Cortenbach · Huis De Dael · Dammerscheid · Kasteel De Bockenhof · De Donck (Sevenum) · De Donck (Swolgen) · De Dorth ·  Huis ten Dijcken · Kasteel Doenrade · De Doom · Douve · Douvenrade · De Dries · Kasteel Erenstein · Kasteel Eijsden · Eijsden · Einrade · Kasteel Elsloo · Ensenbroek · Eperhuis · Etzenraderhuuske · Exaten · Kasteel Eijckholt · Kasteel Eyckholt · Eys · Gastendonck · Kasteel Genbroek · Gebroken Slot · Kasteel Geijsteren · Kasteel Op Genhoes · Kasteel Genhoes · Genneperhuis · Kasteel Het Geudje · Kasteel Geulle · Kasteel Geusselt · Geijsteren · Gen Heck · Ghoor · Kasteel Goedenraad · Kasteel Grasbroek · Kasteel Groenendaal · Groethof · Groot Paarlo · Kasteel van Gronsveld · De Gun ·Kasteel Haeren · Kasteel Den Halder · Heerlaer · Heeze · Heijen · 's-Herenanstel · Kasteel Hillenraad · Kasteel Hoensbroek · Hoenshuis · Holstrate · Holtmühle · Huize Holtum · Kasteel Horn · De Horst · Huys ter Horst · Ten Hove (Grathem) · Ten Hove (Panningen) · Huis Brias · Huis Darth ·  Kasteel Hurpesch · Kasteel Sint-Jansgeleen · Kasteel Jerusalem · Kasteel Kaldenbroek · Den Kamp · Kasteel Karsveld · Kasteel Keverberg · Klein Paarlo · Klimmender Huuske · De Kolck · Koppelberg · Laar · Landsfort · Kasteel Lemiers · Kasteelruïne Lichtenberg · Kasteel Limbricht · Lonesteyn · Huize Lovendael · Mazenburg · Kasteel van Meerlo · Kasteel Meerssenhoven · Meezenbroek · Kasteel van Mheer · Middelaar · Kasteel Millen · Kasteel Montfort · Movert · Mulrode · De Munt · Château Neercanne · Kasteel Neubourg · Nienghoor · Huis Nierhoven · Kasteel Nieuwenbroeck · Nije Huys · Kasteel Nijenborgh · Kasteel Nijswiller · Nijthuysen · Kasteel Obbicht · Oedenrade · Kasteel Ooijen · Kasteel Oost (Valkenburg) · Kasteel Oost (Oost-Maarland) · Kasteel Ouborg · Overen · Kasteel Passarts-Nieuwenhagen · Prickenis · Prinsenhof · Puth · De Putting · Raath · De Raay · Ravenhof · Kasteel Reijmersbeek · Kasteel van Rijckholt · Kasteel Rivieren · Rodenbroek · Rosendaal · Kasteel Schaesberg · Kasteel Schaloen · Te Scharen · Schenkenburg · Kasteel Scheres · De Spijker (Geijsteren) · De Spijker (Leeuwen) · Huis Severen · Sibberhuuske · Château St. Gerlach · Spraland · Huis De Spyker · Huize Stalberg · Stalberg (Wellerlooi) · De Steeg · Kasteel Stein · Steinhagen · Steenen Huis · Stoel van Swentibold · Strijthagen (Landgraaf) · Strijthagen (Welten) · Struyver · Kasteel Terborgh · Terlinden (Wijnandsrade) · Terveurdt · Ter Weyer · Kasteel Ter Worm · De Tombe · Huis De Torentjes · Triest · Trippaert · Kasteel Vaalsbroek · Kasteel Vaeshartelt · Valkenburg · Vliek · De Vroenhof · Vrijburg · Kasteel Wambach · Warenberg · Well · Weyershof ·  Wijlre · Kasteel Wijnandsrade · Wijnandsrade · Wijnantshof · Wissegracht · Huize Witham · Kasteel Wittem · Wolfrath · Wylre